# Stefan Schulz (Soziologe)

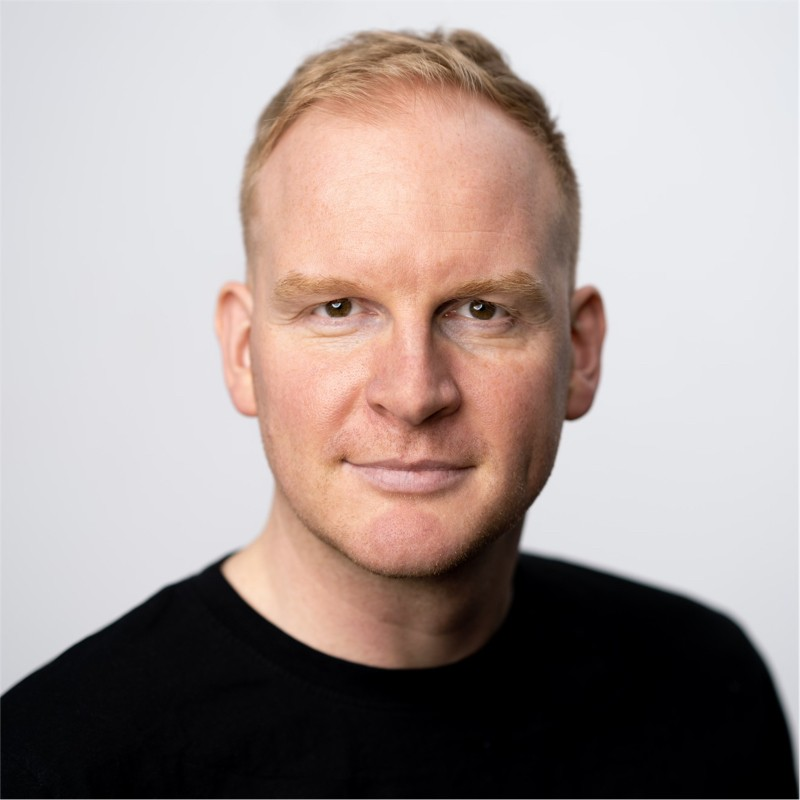
Stefan Schulz (2019)

Stefan Schulz (* 1983 in Jena) ist ein deutscher Soziologe, Blogger, Journalist, Podcaster und Publizist.

## Leben und Wirken
Stefan Schulz studierte Soziologie an der Universität Bielefeld. Nach seiner Diplomarbeit begann er eine Promotion zum Thema Bauernfamilien des 12. Jahrhunderts mit ihrem Problem der erstmaligen Kommunikation unter Unbekannten. Gemeinsam mit Kommilitonen gründete Schulz zudem im Jahr 2008 das Blog Sozialtheoristen. Als ihm Frank Schirrmacher aufgrund der dort erschienenen Beiträge ein Volontariat bei der Frankfurter Allgemeinen Zeitung anbot, entschied sich Schulz, journalistisch tätig zu werden.
Von August 2011 bis Dezember 2014 war Stefan Schulz für die Frankfurter Allgemeine Zeitung tätig. Themenschwerpunkte seiner Beiträge waren vor allem Einflüsse des Medienwandels auf den Journalismus, soziale und ökonomische Strukturveränderungen im und durch das Internet und die Auswirkungen der modernen Überwachungsmöglichkeiten. Nach etwa zwei Jahren Beschäftigung publizierte er in der Online-Redaktion Beiträge für das Netzweltblog Digital Twin.
Im März 2014 lernte er bei einem Interview für die FAZ Tilo Jung kennen. Seitdem kooperierten sie beruflich miteinander: Schulz war beratend für Jungs Interviewformat Jung & Naiv tätig und produzierte gemeinsam mit diesem von April 2015 bis Juli 2020 sowie von November 2022 bis Juli 2024 den Podcast Aufwachen!, in dem sie sich darüber unterhielten, wie das aktuelle Tagesgeschehen in den öffentlich-rechtlichen Fernsehnachrichten der vorhergehenden Woche journalistisch verarbeitet worden war. Der Podcast wurde über Spenden finanziert.
Im Anschluss begann er mit der Produktion des Alias Podcast, in dem analog zu Aufwachen! das aktuelle Tagesgeschehen in den öffentlich-rechtlichen Fernsehnachrichten diskutiert wird. Unterstützt wird er dabei durch die Podcasterin Jenny Günther sowie wechselnde Gäste aus der Hörerschaft des Podcasts.
Seit 2020 produziert er außerdem den monatlich erscheinenden „Die neuen Zwanziger“-Podcast mit Wolfgang M. Schmitt. Dieser beschäftigt sich mit den angebrochenen 2020er-Jahren und fasst Geschehnisse und politische Themen des jeweils vorangegangenen Monats zusammen. Für zahlende Hörerschaft gibt es zusätzlich den „Salon“, in dem Bücher und Texte besprochen werden.
Stefan Schulz hat drei Kinder und lebt in Frankfurt am Main.

## Schriften
- Redaktionsschluss: Die Zeit nach der Zeitung. Carl Hanser Verlag, München 2016, ISBN 978-3-446-25070-3.
- Das nahe Medium. Podcasts: mehr als ein temporäres Phänomen. In: c’t 24/2019, S. 152–153.
- Die Altenrepublik. Wie der demographische Wandel unsere Zukunft gefährdet. Hoffmann und Campe, Hamburg 2022, ISBN 978-3-455-01468-6.
- Die Kinderwüste. Wie die Politik Familien im Stich lässt. Hoffmann und Campe, Hamburg 2025, ISBN 978-3-455-01964-3.

## Auszeichnungen
- 2017: Günter-Wallraff-Preis für Journalismuskritik für Redaktionsschluss: Die Zeit nach der Zeitung